# Laricobius erichsoni
Laricobius erichsoni is een keversoort uit de familie tandhalskevers (Derodontidae). De wetenschappelijke naam van de soort is voor het eerst geldig gepubliceerd in 1846 door Rosenhauer.